# Шуховская башня (Николаев)

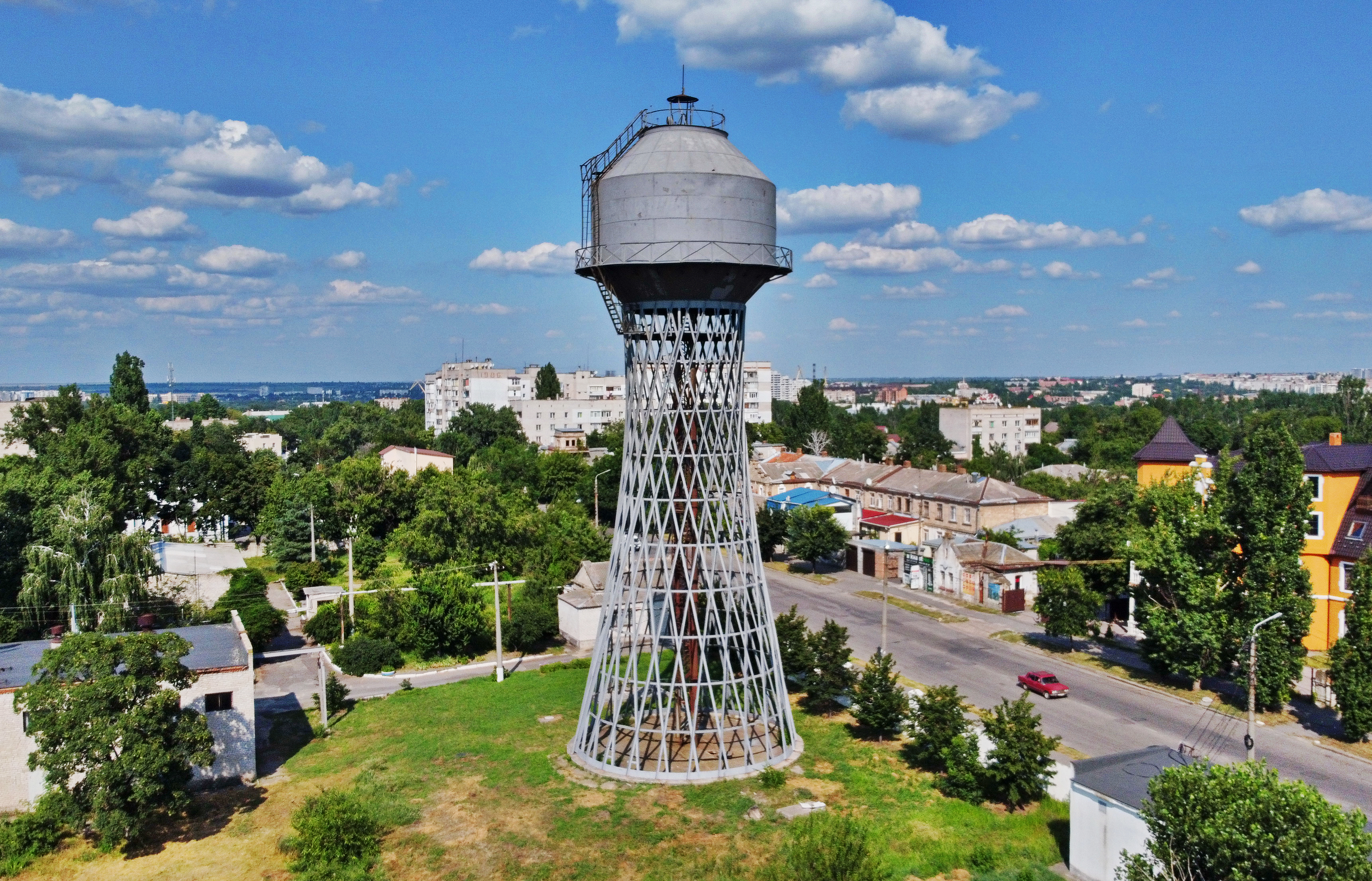
Шуховская башня в 2021 году

Шу́ховская ба́шня — водонапорная башня в Николаеве, выполненная по проекту инженера Владимира Шухова; первая в мире установленная и использованная в системе городского водоснабжения гиперболоидная конструкция.
Была построена в 1907 году и функционировала до 1944 года, когда была взорвана отступавшими немецкими войсками. После освобождения Николаева башня была успешно восстановлена. Использовалась вплоть до середины 1958 года, пока не ввели в эксплуатацию Ингулецкий водовод. Ныне башня имеет статус памятника истории и культуры местного значения.

## Предварительные проекты

### Проект Виктора Вебера
Вопрос о постройке водонапорной башни в Николаеве возник ещё в июле 1904 года: тогда был подготовлен первый проект, которой принадлежал Виктору Веберу — автору николаевского водопровода и канализации, частично — секретарю Водопроводной комиссии инженеру Л. Роде.
Проект включал в себя уравнительную наземную башню, которая должна была входить в состав объектов системы городского водоснабжения, в частности, сеть колодцев, оборудованных современными насосами, отстойные резервуары, водопроводную сеть общей протяжённостью 75,74 км. По проекту, бетонный резервуар с полезной ёмкостью около 530 тысяч вёдер (651 м³) должен был находиться на уровне земли, откуда вода подавалась в сеть.
Согласно расчётам Вебера, общая стоимость проекта составляла 146 235 рублей, не учитывая затрат на приобретение участка земли в районе бывшего Велосипедного трека по Католической улице. Водопроводная комиссия сочла эту сумму высокой, вследствие чего был проведён конкурс по проектировке и изготовлению иного железобетонного объекта.

### Другие проекты башни
Среди большого количества отечественных и зарубежных производителей подобных сооружений победителем объявленных торгов стала Одесская артель десятников, однако её проект вскоре был признан невыгодным. Да и победители отказались от дальнейших работ в Николаеве ввиду изменений в проекте водопроводных сетей, соответственно, увеличения затрат на дополнительные работы, не предусмотренные бюджетом. Несмотря на это, в мае 1906 года были объявлены уже повторные торги, однако достойных желающих принять участие не нашлось. Среди тех, кто мог построить башню из камня или кирпича с общей сметой не больше 40 тысяч рублей, были: завод Фицнера и Гампера в Сосновицах (36 тысяч), некое Анонимное общество (29 тысяч), отдельные николаевские заводы.
Позже у членов Водопроводной комиссии возникла идея о постройке металлической башни, которая бы выполняла функции не уравнительной, а, собственно, водонапорной, при этом увеличение полезной ёмкости которой с 30 до 50 тысяч вёдер могло значительно повлиять на экономию средств. Производителям было предложено представить водопроводной комиссии «проект наоборот», то есть самый дешёвый, который бы также соответствовал всем техническим требованиям. К счастью, долго ждать не пришлось.

## Проект Владимира Шухова

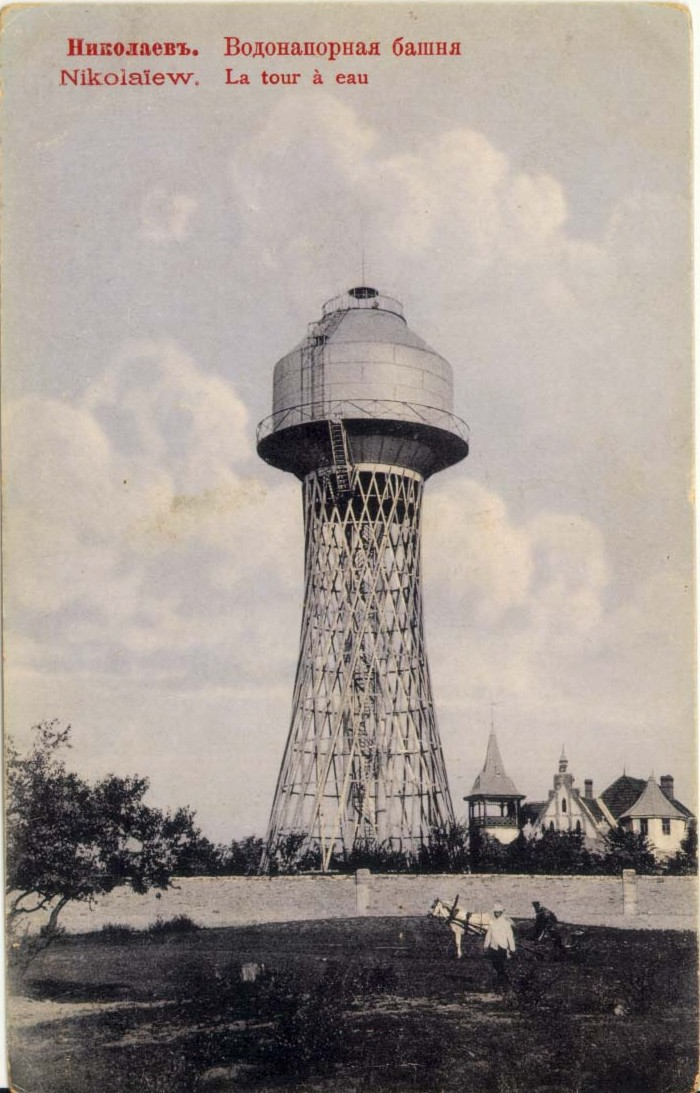
Шуховская башня на открытке

Наиболее выгодным оказался проект Владимира Шухова, инженера московского завода В. Бари, сметная стоимость которого составляла около 25 200 рублей. Некоторые из гласных городской думы упрекали членов Водопроводной комиссии в том, что те, испытывая патриотические ощущения, не рассмотрели коммерческие предложения николаевских производителей, хотя сметы местных производителей были достаточно высокими. Гласные опасались, что в случае возникновения проблем с эксплуатацией оборудования будет сложней общаться с московскими производителями, чем с николаевскими. Несмотря на некоторые прения, всё-таки было принято решение о строительстве водонапорной башни по проекту Шухова. Результаты голосования: 19 человек — «за», — 10 — «против».
Отличительной особенностью проекта башни Шухова было то, что она была в 12 раз легче других, а её вес — меньше той воды, которую она вмещала. Окончательная стоимость проекта, включающего строительство изгороди и каменного дома для сторожа, составляла 35 638 рублей 99 копеек. Место установки водонапорной башни изменили: с Католической улицы её перенесли на Курьерскую, в район бывшего завода Уманского (ныне — улица Рюмина). Такое близкое расположение к городским колодцам сократило длину магистральных напорных труб между колодцами и башней, значительно удешевляя весь проект.

## Строительство
Согласно договору, московский завод В. Бари обязался выполнить заказ не позже, чем через пять месяцев после его подписания. В частности, после трёх с половиной месяцев завод должен был доставить в Николаев в разобранном виде будку (или платить штраф за каждый просроченный день). В соглашении было указано, что после постройки башни завод несёт ответственность за все неисправности на протяжении последующих двух месяцев. В случае форс-мажорных обстоятельств завод должен был бы внести сумму в размере 10 % от общей стоимости башни. За сооружение башни город обязался выплатить половину стоимости только после постройки фундамента, доставки самой башни в разобранном виде на место, а через неделю после установки — остаток суммы.
В октябре 1906 года начались работы по строительству каменного фундамента под основное сопротивляющееся кольцо башни. Металлические конструкции подвозили из Москвы. Вначале скелет сооружения собирался на болтах, которые по окончании сборки заменили на заклёпки. Удивительно, что с Москвы также прибыли заклепщики, которые выполняли работы с особым усердием и профессионализмом. Установка башни закончилась в январе 1907 года. Вскоре после этого был собран и выкрашен наибольший в мире резервуар системы Интце для воды с необходимыми трубами. 15 марта 1907 года водонапорная башня была подключена к николаевской водопроводной сети. Фактически с этого момента началась её эксплуатация. Удивительно то, что строительство башни, которым руководил николаевский инженер Н. Чумаков, фотографировалось, что позволило спустя столетие проследить за основными этапами выполнения самих работ. Есть предположение, что в Николаеве бывал и сам В. Шухов, находясь там проездом по дороге на строительство Аджигольского маяка под Херсоном.

## Устройство башни
Высота башни составляет 25,6 метра, с баком — 32 метра, а объём резервуара — 50 тысяч вёдер (615 м³). Для прочности железные уголки, из которых составлен каркас башни, укреплены девятью горизонтальными кольцами. В местах взаимного пересечения все 48 углов и поясничные кольца склёпаны между собой. Внутри остова находится винтовая металлическая лестница, а вокруг башни — металлический балкон.
Функционирование водонапорной башни гарантировалось необходимым количеством подаваемой воды из колодцев под номерами 2, 3, 3-bіs, работающих в беспрерывном режиме. Напорные чугунные трубы от колодцев соединялись в фундаментной каменной галерее под башней в одну напорную 12-дюймовую трубу, которая шла к баку, а разводная железная труба от него разветвлялась в галерее на три направления водопроводной сети. Первая шла в сторону Курьерской улицы, вторая — на Курьерский переулок, а третья использовалась для слива воды из бака. В самой галерее, длина которой составляла 26,5 метра, находились задвижки, которые давали возможность отключать башню на случай промывки или ремонта бака. Там же установлен водомер марки «Вольтман».
Уровень воды в баке контролировался приборами, установленными на башне, в сторожевой будке и на электрической станции, которая питала насосы колодцев, мощность которых значительно увеличилась весной 1907 года, с заменой их на марку «Вортингтон». Кроме того, сооружение было оборудовано пневматическим гидрометром, контрольным манометром, электрическим сигнализатором фирмы «Л. М. Эриксон и Ко». Николаевская водонапорная башня обладала наибольшим резервуаром системы Интце среди всех других башен водопроводов Российской империи, не требовала отопления, вода разных колодцев циркулировала в ней естественным способом, а уровень воды автоматически контролировался на центральной осветительной электрической станции.

## Настоящее

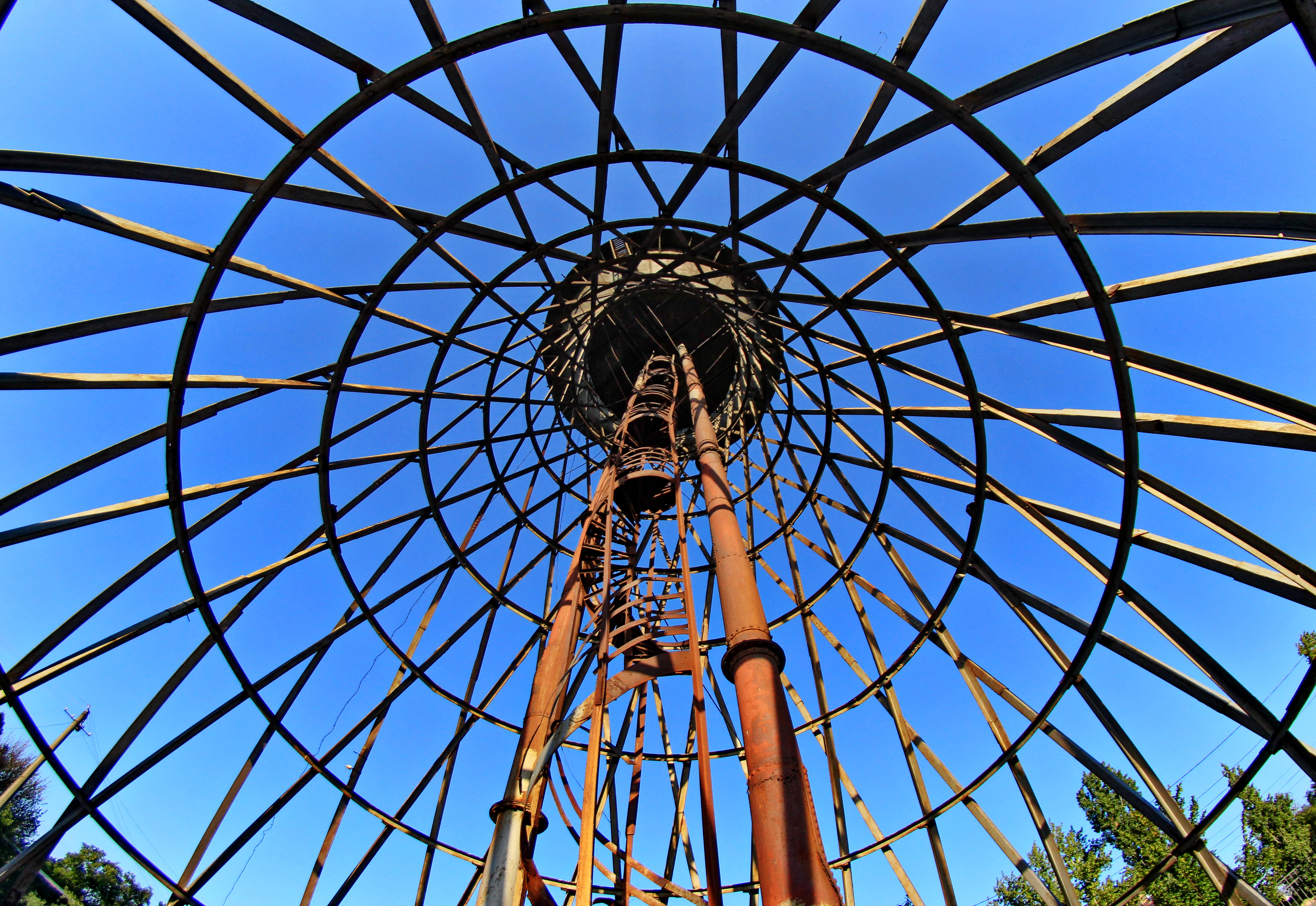
Вид изнутри на траверсу башни

В мае 2013 года силами ГКП «Николаевводоканал» проведена реконструкция территории возле башни, в результате чего восстановлены металлические решётки, отремонтирован оригинальный забор, а также высажена первая в мире аллея имени В. Г. Шухова, состоящая из грабов. В церемонии открытия этой аллеи принял участие президент Международного фонда «Шуховская башня» В. Ф. Шухов — правнук В. Г. Шухова.
Так же в настоящий момент имеется ещё одна стальная ажурная сетчатая водонапорная башня Шухова. Она находится в России, в селе Полибино Липецкой области.
Перевезена туда фабрикантом Ю. С. Нечаевым-Мальцовым (уроженцем указанного села) с Нижегородской Ярмарки в 1896 году, где использовалась по прямому назначению. Это первое в мире сооружение гиперболоидной конструкции.